# Nenninger Pietà

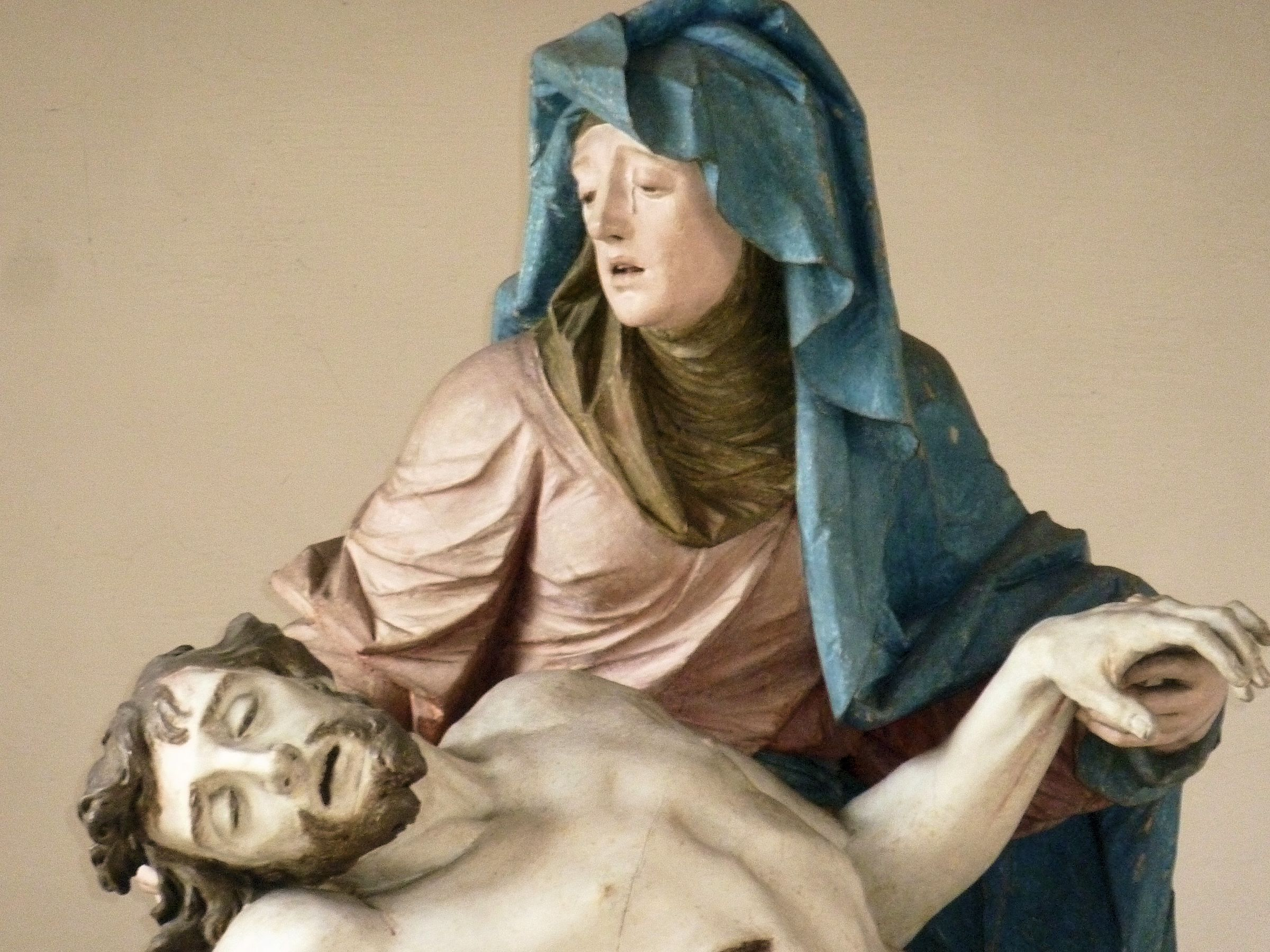
Nenninger Pietà, Detail

Die Nenninger Pietà ist das letzte vollendete Werk des Bildhauers Franz Ignaz Günther. Sie befindet sich in der Friedhofskapelle Nenningen.

## Geschichte und Beschreibung
Für die 1774 neu errichtete Feldkapelle in Nenningen, die ein Jahrhundert später zur Friedhofskapelle wurde, bestellte der Oberhofmeister Max Emanuel von Rechberg und Rothenlöwen bei Franz Ignaz Günther eine Pietà. Das Kunstwerk wurde am 8. Dezember 1774 in Nenningen abgeliefert und bald darauf geweiht. Seitdem befindet es sich – mit Unterbrechungen, die durch Restaurierungen und Ausstellungen verursacht wurden, – in der Nenninger Friedhofskapelle. Es ist das einzige Kunstwerk Günthers, das nach Württemberg kam.
Die Figurengruppe ist wahrscheinlich aus Lindenholz gearbeitet und besteht im Kern aus dem Stück eines Baumstamms, wurde aber insgesamt aus 18 Teilen zusammengesetzt, die mit dem Hauptteil verleimt und verdübelt wurden. Sie ist 163 cm hoch und 142 cm breit. Günther signierte sie auf der Rückseite mit „1774 F. J. Güntter“. Die sitzende Marienfigur ist auf einem angedeuteten, naturalistisch gestalteten Felsen postiert. Ihr Oberkörper ist aufgerichtet, über dem nach rechts gewandten Kopf liegt ein azurblauer Witwenschleier, um den Hals trägt sie ein erdfarbenes Halstuch, das Kleid ist in einem ins Graue spielenden Rosa gehalten. Der blaue Übermantel weist stellenweise auffallend scharfkantige Faltenwürfe auf. Im Gesicht mit dem klagend geöffneten Mund ist eine Trauerfalte auf der Stirn und eine Träne unter dem linken Auge zu sehen. Die Verfasser einer Beschreibung der Nenninger Friedhofskapelle und ihrer Pietà spekulierten, der selbst bereits todkranke Bildhauer, der während dieser Arbeit seine Frau verlor, könne diese in dem Werk porträtiert und ihr so ein Denkmal geschaffen haben.
Der tote Jesus liegt diagonal über den Knien seiner Mutter. Sein Oberkörper ist nach vorn angehoben, der Unterkörper scheint beinahe zu Boden zu gleiten, sein rechter Arm herabzupendeln, während seine linke Hand von Maria gehalten wird. Im Zentrum der Komposition befindet sich die Wunde in seinem Leib.
1855 erhielt die Skulptur eine farbige Fassung durch den Maler Klein aus Schwäbisch Gmünd. Diese Bemalung wurde 1951 wieder entfernt, als die Figurengruppe für einige Zeit von ihrem angestammten Standort entfernt und in mehreren Ausstellungen präsentiert wurde. Bei der Untersuchung der ursprünglichen Fassung stellte sich unter anderem heraus, dass für die blauen Partien Azurit verwendet worden war, obwohl es zu Günthers Zeit bereits preisgünstigere Alternativen gegeben hätte. Bei der Reinigung und Restaurierung wurde, unter anderem durch Retuschieren, versucht, die ursprüngliche Polychromie der Skulptur wieder erfahrbar zu machen.
Die Pietà wurde in den 1950er Jahren zunächst in München in einer Ausstellung der Werke Günthers gezeigt, danach in London, Paris und Brüssel. 1982 war sie in einer Barock-Ausstellung in Bruchsal zu sehen. Anlässlich der Sanierungsarbeiten an der Kapelle in den Jahren 2003 bis 2005 wurde sie im Atelier des Landesdenkmalamtes Baden-Württemberg in Esslingen untersucht, gereinigt und restauriert. Anschließend kehrte sie nach Nenningen zurück. Die Friedhofskapelle Nenningen wird seit dieser letzten Restaurierung nicht mehr geheizt, was dem Erhalt der hölzernen Figurengruppe zugutekommen soll.

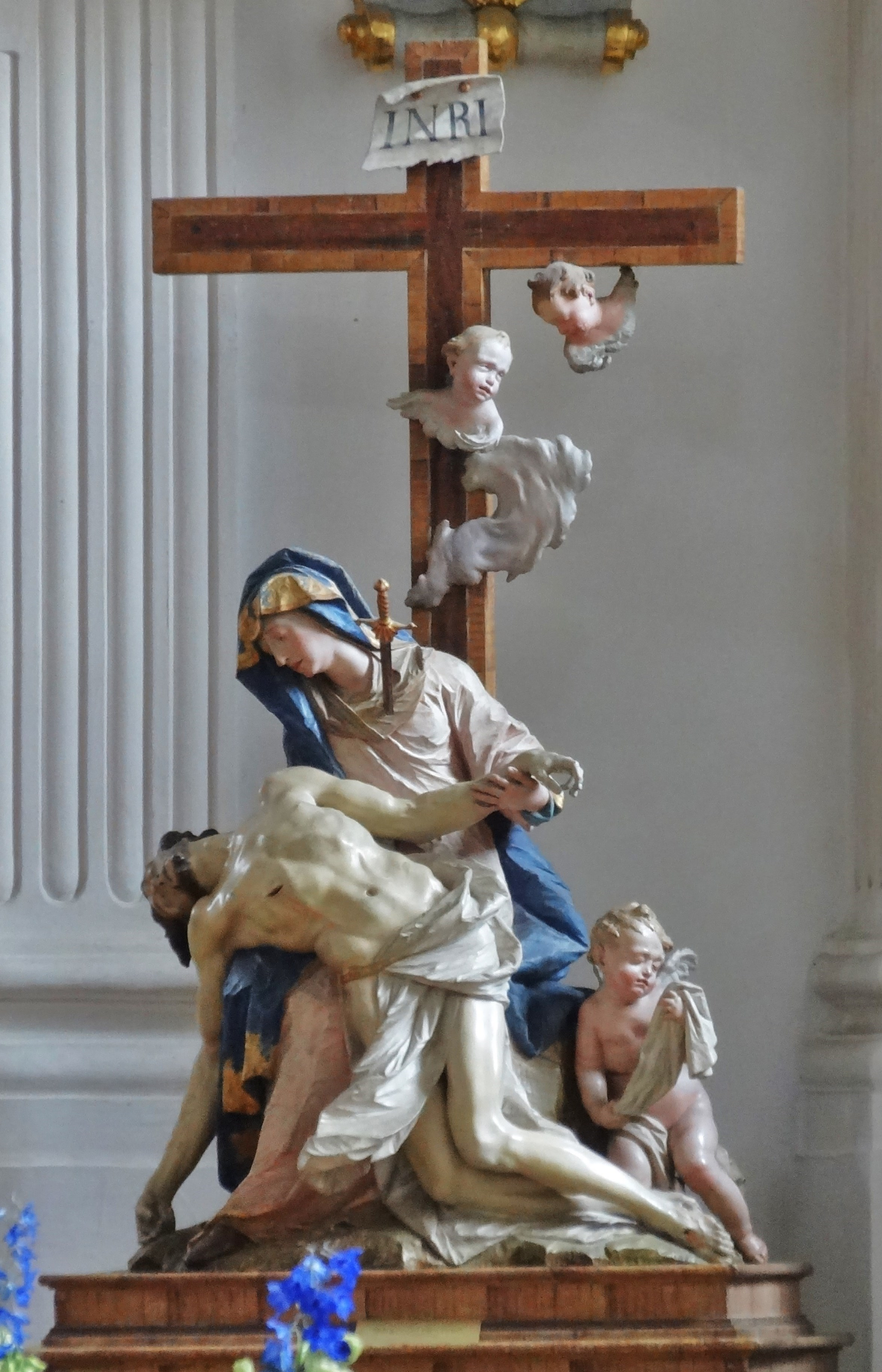
Pietà in Weyarn

Das Bayerische Nationalmuseum besitzt seit 1974 ein Modell für die Nenninger Pietà, das Günther ebenfalls aus Lindenholz schnitzte. Das Thema der Marienklage hatte Günther auch schon in seiner Pietà von Weyarn bearbeitet. Von dieser unterscheidet sich die Nenninger Pietà jedoch nicht unerheblich: „Die Nenninger Pietà zeigt die weitestmögliche Reduktion auf die wesentlichen Personen und Details [...] Gleichzeitig ist in der Gestalt Christi ein hoher Grad an schönliniger Natürlichkeit erreicht, die die gebrochene Haltung des Weyarner Christus hinter sich lässt. Günther geht mit der Nenninger Pietà über das in den zuvor geschaffenen Werken Erreichte hinaus [...]“